# Caboclo das Sete Encruzilhadas
Caboclo das Sete Encruzilhadas é uma entidade pertencente à linha dos Caboclos de Umbanda, que segundo a crença da religião, foi incorporada pelo médium Zélio Fernandino de Morais, e que teria orientado espiritualmente a fundação da Umbanda.
A entidade afirmava ter sido em vida anterior o frei jesuíta Gabriel Malagrida, grande taumaturgo e humanista, queimado vivo em Portugal, acusado de prática de bruxaria pela Inquisição. Afirmava também ter posteriormente reencarnado em solo brasileiro como um indígena. Após a fundação da Umbanda, também somente se manifestou na Tenda Espírita Nossa Senhora da Piedade, localizada primeiramente em São Gonçalo, e posteriormente em Boca do Mato, Cachoeiras de Macacu. 

## História
O espírito do Caboclo das Sete Encruzilhadas teria tido um papel preponderante na História da Umbanda, após tentar se manifestar num centro espírita de Neves, então parte de Niterói, mas atualmente um bairro de São Gonçalo. Uma vez que os membros do centro espírita não aceitavam a manifestação de um espírito que declarava ser de um índio em sua encarnação anterior, o caboclo teria se retirado e através de Zélio, fundado uma nova casa espírita, a Tenda Espírita Nossa Senhora da Piedade, considerada o primeiro centro de Umbanda. 
Em 1939, o caboclo determinou que se fundasse a Federação Espírita de Umbanda, posteriormente denominada como União Espiritista de Umbanda do Brasil, visando atuar como núcleo central doutrinário e congregar os templos umbandistas.
A entidade trabalhou até meados da década de 1970, quando Zélio faleceu, aos oitenta e quatro anos de idade. O Caboclo das Sete Encruzilhadas, ao contrário do que é comum em outras entidades, não deu nome a uma falange espiritual, de modo que nunca houve, na Umbanda, outro espírito se apresentando sob este nome. Também nunca mais teria incorporado em nenhum outro médium, jamais tendo-se notícias de outra manifestação sua após a morte de Zélio Fernandino de Morais. Segundo Zilmeia de Moraes (filha de Zélio) após o seu falecimento, a entidade passaria a estar incumbida apenas de zelar pela religião.